# Idiocera lobatostylata
Idiocera lobatostylata är en tvåvingeart som beskrevs av Albany Hancock 1997. Idiocera lobatostylata ingår i släktet Idiocera och familjen småharkrankar.
Artens utbredningsområde är Saudiarabien. Inga underarter finns listade i Catalogue of Life.